# Station Szaflary
Station Szaflary is een spoorwegstation in de Poolse plaats Szaflary.